# Хемік (Бидгощ)
Бидгощський спортивний клуб «Хемік» Бидгощ (пол. Bydgoski Klub Sportowy Chemik Bydgoszcz) — польський футбольний клуб з Бидгощі, заснований у 1949 році. Виступає у Четвертій лізі. Домашні матчі приймає на стадіоні імені Чеслава Кобуса, місткістю 15 000 глядачів.

## Історія назв
- 1949 — СК «Вісла»/«Унія» Ленгново;
- 1955 — СК «Унія-Вісла» Ленгново;
- 1960 — СК «Гриф» Бидгощ;
- 1969 — ЗС «Захем» Бидгощ;
- 1975  — БСК «Хемік».